# 韦尔多内
韦尔多内（法語：Verdonnet，法語發音：[vɛʁdɔnɛ]）是法国科多尔省的一个市镇，位于该省西北部，属于蒙巴尔区。

## 地理
韦尔多内（47°44'12"N, 4°19'48"E）面积18.04 平方千米，位于法国勃艮第-弗朗什-孔泰大區科多尔省，该省份为法国中东部省份，北起奥布省，西接涅夫勒省和约讷省，南至索恩-卢瓦尔省，东南接汝拉省，东临上索恩省，东北部与上马恩省接壤。
与韦尔多内接壤的市镇（或旧市镇、城区）包括：方丹莱塞什、阿涅尔昂蒙塔涅、普拉奈、萨瓦西、瑞利、拉维耶尔、阿朗。

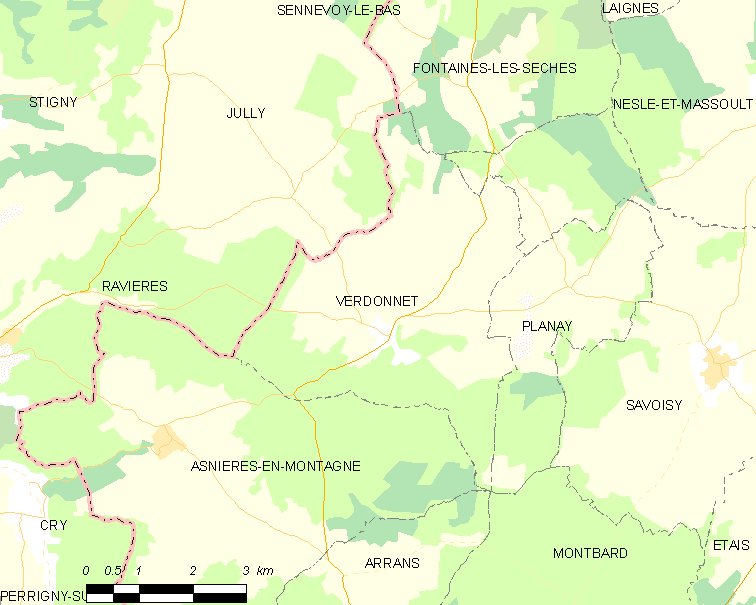
韦尔多内的OSM定位图

韦尔多内的时区为UTC+01:00、UTC+02:00（夏令时）。

## 行政
韦尔多内的邮政编码为21330，INSEE市镇编码为21664。

## 政治
韦尔多内所属的省级选区为蒙巴尔县。

## 人口

1962-2008年间韦尔多内人口变化图示

韦尔多内于2022年1月1日时的人口数量为69人。